# Noche y día
Noche y día  è una telenovela argentina trasmessa dal 17 novembre 2014 al 19 agosto 2015 su El Trece.
I protagonisti sono Facundo Arana e Romina Gaetani, gli antagonisti Oscar Martínez, Eleonora Wexler, Eugenia Tobal e Coraje Ábalos. Il cast conta con le recitazione stellari di Gabriel Corrado, Gabriel Goity  e Favio Posca.

## Trama
La "Brigata 24" è uno spazio che nessuno sceglie, sono stati inviati gli agenti di polizia che hanno commesso illeciti e coloro che hanno violata il codice della forza. Tutti quelli che compiono la loro pena vengono reintegrati in servizio attivo; A capo della brigata c'è il commissario Federico Castro (Gabriel Corrado). Ma le sue decisioni erano soggette alla supervisione di Guillermo Inchausti (Oscar Martínez), ministro della sicurezza della nazione. L'enorme potere che possiede porta Guillelmo Inchausti a relazionarsi con esponenti della criminalità, coni quali spesso fanno affari, la sua mano destra Humberto Peralta (Pablo Brichta) che poi lo tradirà. La "Brigata 24" sarà anche meta inevitabile per Victorio "Vico" Villa (Facundo Arana) e Paula Pico (Romina Gaetani), due ufficiali con un record di servizio impeccabile, ma per un errore di procedura, sono condannati a trascorrere del tempo indeterminato lì,  senza possibilità di difesa di alcun tipo e controllati segretamente da Martina Mendoza (Eleonora Wexler), che si renderà conto che quello che sta facendo Inchausti è sbagliato e che per di più Inchausti è l'assassino del padre di Villa, in questo modo si schiera dalla parte di Villa e Pico. Quando Inchausti la scopre, la manda in un ospedale psichiatrico per evitare che parli. Questa situazione estrema farà sì che i membri della brigata si uniscano in un team dinamico e si convertano in un vero e proprio corpo d'élite. Martina riesce ad uscire dal ospedale psichiatrico e continua a collaborare con la brigata, si innamora di Villa.
Inchausti ha 2 figli, uno riconosciuto Sebastián Inchausti (Martín Slipak) che verrà ucciso in un operativo di polizia e l'altra avuta con Patricia (Graciela Stéfani) risulterà essere Paula Pico. Patricia non sopporta dover mentire alla figlia sull'identità del padre, Inchausti la minaccia con un'arma, in quel momento Paula entra a casa sua e vedendo la scena spara un colpo alla schiena a Inchausti. È proprio in questo momento che scopre di essere figlia di Inchausti. 
Mentre Inchausti è in ospedale, il suo braccio destro Peralta prende il suo posto. L'obiettivo di Peralta è quello di uccidere Villa e recuperare alla donna della sua vita Martina Mendoza e il secondo è quello di uccidere una volta per tutte Inchausti. Peralta fallisce nei suoi piani, poiché Inchausti si salva e rimane profugo della giustizia. Nel frattempo Paula è in carcere per tentato omicidio e con l'aiuto di Martina e Villa riesce a scappare.
A questo punto Inchausti registra un video per svincolare sua figlia dalle accuse che sono a suo carico e cerca di stabilire un legame anche se per lei è molto difficile riconoscere che è suo padre. 
Inchausti si vendica di Peralta per aver occupato il suo posto questo porta a una guerra Peralta spara a Inchausti e Paula si mette in mezzo e muore tra le braccia di Villa l'amore della sua vita.
Villa entra in crisi depressiva e trova conforto nell'alcol. La famiglia e i compagni di brigata si preoccupano e riescono a farlo entrare in un centro di recupero.
Qui Vico inizierà a tenere una relazione con Sofía Santa María (Florencia Raggi) anche se tuttavia prova molto dolore per la morte di Paula dal momento che non  è riuscito a dimenticala. Martina ritornerà  per aiutare a Vico, ma in quel momento è fidanzata con Fabián (Pablo Rago).

## Finale
Vico racconta come ognuna delle storie era chiusa. Castro e Lucila (Brenda Gandini) si sono sposati e stanno ancora cercando quel figlio tanto desiderato. Milagros (Candela Vetrano) e Joaquín (Victorio D'Alessandro) sono riusciti a trovare un equilibrio di coppia. Gise (Manuela Pal) si fa visitare ogni tanto, sta scontando la pena per l'omicidio di Lucero. Eva (Marina Bellati) e Robert (Favio Posca) tre settimane prima del parto sono andati a Cordoba per avere figlio, che aveva altri piani e non c'era tempo: era nato sulla rotta, lui è di Santa Fe. Paco (Gabriel Goity) e Betty (Coral Gabaglio) sono riusciti a convincere il padre biologico di Manuel a pagare i suoi debiti Manuel che con i soldi ricevuti, li ha invitati a un viaggio a Rio de Janeiro. Jana e Benja (Gastón Soffritti) sono gli unici rimasti nel 24, che ha un nuovo commissario. Con Martina abbiamo lasciato la brigata e cambiato vita, ha detto Villa.

## Episodi
| Stagione       | Episodi | Prima TV Argentina | Prima TV Italia |
| -------------- | ------- | ------------------ | --------------- |
| Prima stagione | 122     | 2014-2015          | inedita         |